# بيرنارديتو بيدروتو
بيرنارديتو بيدروتو (19 أكتوبر 1953 بلشبونة في البرتغال - ) هو مدرب كرة قدم ولاعب كرة قدم برتغالي في مركز الوسط. لعب مع فيتوريا دي غيماريش ونادي بنفيكا ونادي ماريتيمو.

## روابط خارجية
- بيرنارديتو بيدروتو على موقع قاعدة بيانات كرة القدم.إي يو (الإنجليزية)